# Suliszewo Choszczeńskie
Suliszewo Choszczeńskie – nieistniejąca stacja kolejowa w Suliszewie w Polsce, w województwie zachodniopomorskim, w powiecie choszczeńskim, w gminie Choszczno.